# Georgia Gibbs
Georgia Gibbs, geboren als Frieda Lipschitz, (Worchester, 17 augustus 1919 - New York, 9 december 2006) was een Amerikaanse jazzzangeres.

## Jeugd
Ze was de jongste van vier kinderen van de Russisch-Joodse afkomst. Haar vader overleed toen ze 6 maanden oud was en samen met haar drie broers/zussen bracht ze de opvolgende zeven jaar door in een plaatselijk Joods weeshuis. Gezegend met een natuurlijk talent voor zang op jonge leeftijd, kreeg Frieda de leadzang tijdens de jaarlijkse varietéshow van het weeshuis. Toen haar moeder, die haar elke maand bezocht, een dienstbetrekking kreeg als verloskundige, kwam ze terug voor Frieda, maar haar baan dwong haar vaak om haar dochter voor weken te verlaten.
Op 13-jarige leeftijd deed Frieda auditie voor een baan bij het Plymouth, een van de betere vaudeville-theaters in Boston. De manager had haar al horen zingen bij het plaatselijke radiostation in Worchester. Ze werd in dienst genomen en vertrok naar Boston, om uiteindelijk te belanden bij het Raymor Ballroom. Ze vervoegde zich op 17-jarige leeftijd bij het Hudson-DeLange Orchestra in 1936 en toerde 10 maanden lang met hen als Fedda Gibson.

## Carrière
Ze vond regelmatig werk bij radioshows met inbegrip van Your Hit Parade, Melody Puzzles en The Tim and Irene Show en als freelance-zangeres tijdens de late jaren 1930 en de vroege jaren 1940 met de bands van Tommy Dorsey, Hal Kemp, Artie Shaw en Frankie Trumbauer. Omdat een Billboard-artikel er gewag van maakte dat haar eerste keer op plaat was met Trumbauers orkest met The Laziest Gal in Town bij Brunswick Records, vermelden albumnotities van de Simitar-compilaties uit 1998 haar voorkomen op sommige van DeLange's opnamen bij Brunswick en bestaat er een opname met Hal Kemp van 1939. Ze kwam voor het eerst in de hitlijst met Shaws band in 1942 met Absent Minded Moon, die toen een matige recensie kreeg.
In 1943 begon ze als Georgia Gibbs op te treden in het radioprogramma Camel Caravan, gepresenteerd door Jimmy Durante en Garry Moore, waar ze als vaste kracht bleef tot 1947.
In 1946 tekende ze bij Majestic Records voor meerdere opnamen, maar haar eerste solohit-single If I Knew You Were Comin' I'd've Baked a Cake (bij Coral Records) werd niet gespeeld tot 1950. Tijdens deze periode werd ze ook de opvallende zangeres op tournee met de komedianten Danny Kaye en Sid Caesar.
Gedurende 1949 en 1950 trad ze op in de tv-shows Cavalcade of Stars en All Star Revue. In 1951 tekende ze bij Mercury Records, waar ze uiteindelijk succes had. Beschikkend over een veelzijdige stem, had ze een lange lijst van goed ontvangen opnamen in elke categorie van lichte songs tot rock-'n-roll, jazz, swing, ouderwetse ballads en chachacha. De meest succesvolle song Kiss of Fire (1952), die ze ten gehore bracht tijdens de Milton Berle Show, bereikte de toppositie in de pophitlijst en werd aangepast van de Argentijnse tango El Choclo. De songteksten, arrangementen en uitvoering brachten passie over.
Gibbs stem was sensueel en pulserend, met een zweem vibrato en zeer geschikt voor romantische balladen en lichte songs als My Melancholy Baby, I'll Be Seeing You, Autumn Leaves en You Keep Coming Back Like a Song. Niettemin kon ze evengoed opwindend uithalen met jazznummers als Red Hot Mama en A-Razz-A-Ma-Tazz, swingen met wijsjes als Ol Man Mose, Shoo Shoo Baby en rocken met I Want You to Be My Baby. Haar album Swingin' With Her Nibs (1956) demonstreerde ook haar natuurlijke affiniteit voor improvisatie.
In 1957 tekende Gibbs bij RCA Victor en haalde met meer dan 40 songs de hitlijst, voordat ze zich terugtrok uit de muziekbusiness. Ze was ook een tijdlang succesvol met rock-'n-roll-songs. Haar song Silent Lips (#5, 1958-1959, Mercury Records) werd een grote hit in Zweden. Er werden meerdere Zweedse covers gemaakt van deze song (Ingenting) door onder andere Towa Carson, Lill-Babs en Britt Rylander. Ook de Hula Hoop Song (#12, 1959) deed het goed in Zweden. Ze ging verder met optreden in vele tv-shows, waaronder The Ed Sullivan Show en presenteerde verder haar eigen show Georgia Gibbs And Her Million Record Show. Ze maakte haar laatste album Call Me (1966) en trad daarna nog zelden op.
Sommige beroemdheden vervolgden Gibbs voor haar coverversies van populaire songs door zwarte artiesten, zoals The Wallflower van Etta James (opgenomen door Gibbs met aangepaste teksten onder de titel Dance With Me Henry, uitgebracht op 26 maart 1955) en Tweedle Dee van LaVerne Baker (die Bakers versie overtrof, wat tot een klacht van haar leidde). Decennia later maakte Gibbs bekend dat ze, net als andere artiesten, geen zeggenschap had in de keuze van het materiaal en arrangementen. Een algemeen bekend verhaal was dat LaVerne Baker een levensverzekering had afgesloten voor een vlucht naar Australië met Georgia Gibbs als begunstigde. Ze had een brief geschreven aan Gibbs, waarin ze schreef: Je hebt dit meer nodig dan ik, want als er iets met mij gebeurt, ben je failliet.

## Privéleven en overlijden
Tijdens de late jaren 1950 trouwde ze met de onbekende correspondent en auteur Frank Gervasi, biograaf van de Israëlische minister-president Menachem Begin en wiens boeken To Whom Palestine?, The Case For Israel, The Real Rockefeller en The Violent Decade omvatten. Ze ontmoetten elkaar voor het eerst in Parijs tijdens de jaren 1930, maar verloren elkaar 12 jaar lang uit het oog. Het huwelijk hield stand tot aan zijn dood in 1990. Ze hadden een kind dat eerder overleed dan Georgia.
Georgia Gibbs overleed op 9 december 2006 op 87-jarige leeftijd aan leukemie in het New Yorkse Memorial Sloan-Kettering Cancer Center. Nabestaanden inclusief kleinzoon Sacha Gervasi (uit het vorige huwelijk van haar echtgenoot), haar broer Robert Gibson en de nichten Patty Turk, Jody (Babydoll) Gibson en Jody's zus Amy waren aanwezig. Gibbs' laatste interview, geleid door Greg Adams, werd naderhand online gepubliceerd.

## Discografie

### Singles
- 1947:	You Do / Feudin' and Fightin'
- 1950:	If I Knew You Were Comin' (I'd've Baked A Cake) / Stay With The Happy People
- 1950: Simple Melody / A Little Bit Independent (met Bob Crosby)
- 1950: Cherry Stones / Dream a Little Dream of Me (met Bob Crosby)
- 1950: Red Hot Mama / Razz-A-Ma-Tazz
- 1951:	I Still Feel The Same About You / Get Out Those Old Records
- 1951: Cherry Pink and Apple Blossom White / Get Him Off My Hands
- 1951: Tom's Tune / I Wish, I Wish
- 1951: Good Morning, Mr. Echo ? / Be Doggone Sure You Call
- 1951: While You Danced, Danced, Danced / While We're Young
- 1951: Cry / My Old Flame
- 1952:	Kiss of Fire / A Lasting Thing
- 1952: So Madly In Love / Make Me Love You
- 1952: Sinner Or Saint / My Favorite Song
- 1952: A Moth and A Flame / The Photograph On The Piano
- 1953:	What Does It Mean To Be Lonely / Winter's Here Again
- 1953: Seven Lonely Days / If You Take My Heart Away
- 1953: For Me, For You / Thunder and Lightning
- 1953: Say It Isn't So / He's Funny That Way
- 1953: The Bridge Of Sighs / A Home Lovin' Man
- 1953: Under Paris Skies / I Love Paris
- 1954:	Somebody Bad Stole De Wedding Bell / Baubles, Bangles and Beads
- 1954: My Sin / I'll Always Be Happy With You
- 1954: Wait For Me, Darling / Whistle and I'll Dance
- 1954: The Man That Got Away / More Than Ever
- 1954: Mambo Baby / Love Me
- 1955:	Tweedle Dee / You're Wrong, All Wrong
- 1955: Dance With Me Henry (Wallflower) / Originele B-kant: Ballin' The Jack / Latere B-kant: Every Road Must Have A Turning
- 1955: Sweet and Gentle / Blueberries
- 1955: I Want You To Be My Baby / Come Rain Or Come Shine
- 1955: Goodbye To Rome (Arrivederci Roma) / 24 Hours a Day (365 A Year)
- 1956:	Rock Right / The Greatest Thing
- 1956: Kiss Me Another / Fool Of The Year
- 1956: Happiness Street / Happiness Is A Thing Called Joe
- 1956: Tra La La / Morning, Noon and Night
- 1957:	Silent Lips / Pretty Pretty
- 1957: The Sheik Of Araby / I Am A Heart, A Heart, A Heart
- 1957: I'm Walking The Floor Over You / Sugar Candy
- 1957: Fun Lovin' Baby / I Never Had The Blues
- 1957: I Miss You / Great Balls of Fire
- 1958:	Way Way Down / You're Doin' It
- 1958: Hello Happiness, Goodbye Blues / It's My Pleasure
- 1958: The Hula Hoop Song / Keep In Touch
- 1959:	The Hucklebuck / Better Loved You'll Never Be
- 1959: Pretend / Hamburgers, Frankfurters and Potato Chips
- 1960:	Seven Lonely Days / The Stroll That Stole My Heart
- 1960: So In Love / Loch Lomond
- 1963:	Candy Kisses / I Will Follow You
- 1963: Tater Poon / Nine Girls Out Of Ten Girls
- 1964:	You Can Never Get Away From Me / I Wouldn't Have It Any Other Way
- 1965:	Let Me Cry On Your Shoulder / Originele B-kant: You Can Never Get Away From Me / Latere B-kant: Venice Blue (Que C'est Triste Venise)
- 1965: Call Me / Don't Cry Joe
- 1966:	Let Me Dream / In Time
- 1966: Kiss Of Fire / Blue Grass
- 1967:	Where's The Music Coming From / Time Will Tell

## Tv-optredens
- American Bandstand
  - 1957: Gast - 18 december 1957
- The Big Record
  - 1957: Haarzelf - Patti Page (gastheer); Johnnie Ray; Erroll Garner
- The Cavalcade of Stars
  - 1951: Haarzelf - Jackie Gleason; Art Carney
- 1956: Frankie Laine Time - gast - Jack E. Leonard; Jerry Vale
- The Ed Sullivan Show
  - 1955: Haarzelf, Dance with me Henry (Wallflower)
  - 1957: geplande gast - The Sparkletones; The Mills Brothers; Sammy Kaye
  - 1957: Haarzelf - Gene Vincent & the Blue Caps; Carol Burnett
  - 1958: Haarzelf - Everly Brothers; Sal Mineo; Teresa Brewer
  - 1958: geplande gast - gepland: Johnnie Ray; Jane Morgan; Ice Capades
  - 1959: geplande gast - gepland: Charlton Heston; Eartha Kitt
  - 1959: Haarzelf - Fabian Forte; John Wayne (op tape)
  - 1959: Haarzelf - Carol Channing;  Wayne & Shuster
  - 1959: geplande gast - gepland: Suzanne Pleshette; Tom Poston
  - 1960: geplande gast - gepland: Red Buttons; Rowan & Martin
  - 1960: geplande gast - Oscar Hammerstein II tribute: Della Reese; Jill Corey
- The Ed Wynn Show
  - 1950: Haarzelf - Ed Wynn; Buster Keaton; The Keystone Cops
- Four Star Revue
  - 1951: Haarzelf - Ed Wynn; Eddie Cantor; Jack Carson; Jack Gilford; Bob Sweeney; Hal March; Spike Jones Orchestra
- The Garry Moore Show
  - Gast - 2 december 1958
- The Shower of Stars
  - 1956: Gastster - Frankie Laine; Gene Austin; Gary Crosby; Red Skelton
  - 1957: Gastster - Jack Benny; Yvonne De Carlo; Van Johnson
- 1956: The Steve Allen Show - gepland - Fats Domino; Steve Lawrence; Smith and Dale
- Toast of the Town
  - 1955: Gastster - 1956 Ice Capades
  - 1955: Haarzelf - gepland: Eartha Kitt; Lionel Hampton; Phil Foster
  - 1952: Haarzelf - Errol Flynn; Paulette Goddard
  - 1949: Haarzelf - Bunny Briggs; Nancy Andrews

- Biblioteca Nacional de España: XX972925
- Bibliothèque nationale de France: cb13943333g (data)
- Gemeinsame Normdatei: 134627113
- International Standard Name Identifier: 0000 0000 5953 223X
- Library of Congress Control Number: no95050884
- MusicBrainz: c3e11026-3c05-42b7-9a28-00083e44c03e
- Virtual International Authority File: 24792033
- WorldCat: E39PBJrcqvyq3vqPCvGjjhppT3